# 浜松いなさジャンクション

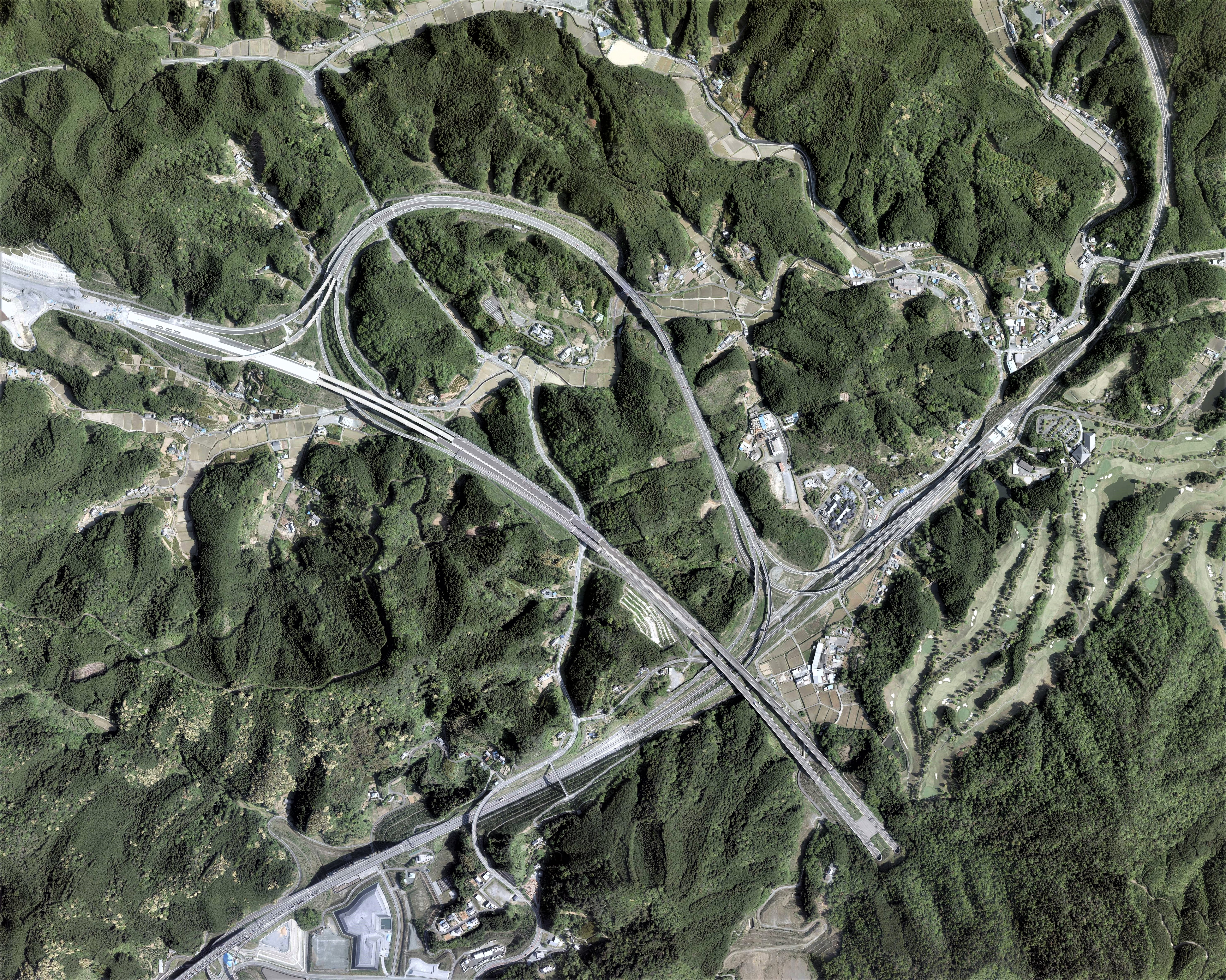
浜松いなさジャンクション付近の空中写真。2015年撮影の4枚より合成作成）。

浜松いなさジャンクション（はままついなさジャンクション）は、静岡県浜松市浜名区引佐町東黒田にある新東名高速道路本線、引佐連絡路、三遠南信自動車道を接続するジャンクションである。新東名高速の本線はここを境に名古屋方面は片側2車線、東京方面は片側3車線となる。

## 歴史
- 2011年（平成23年）8月26日：当JCTの名称が「引佐JCT（仮称）」から「浜松いなさJCT」で正式決定[1][2]。
- 2012年（平成24年）4月14日：新東名高速道路本線・御殿場JCT - 浜松いなさJCT間、引佐連絡路・浜松いなさJCT - 三ヶ日JCT間、三遠南信自動車道・浜松いなさ北IC - 浜松いなさJCT間開通に伴い、供用開始[3][4]。
- 2016年（平成28年）2月13日：新東名高速道路本線・浜松いなさJCT - 豊田東JCT間開通[5][6][7][8][9]。

## 接続する道路
- E1A 新東名高速道路本線
- E69 新東名高速道路引佐連絡路
- E69 三遠南信自動車道

## 隣
E1A 新東名高速道路本線
(14) 浜松浜北IC - (14-1) 浜松SA/SIC - (15) 浜松いなさJCT - (16) 新城IC
E69 新東名高速道路引佐連絡路
(15) 浜松いなさJCT - (15-1) 浜松いなさIC
E69 三遠南信自動車道
渋川寺野IC - 浜松いなさ北IC（飯田方面のみの出入口）/浜松いなさ北料金所 - 浜松いなさJCT